# Nymphalis cyanomelas
Nymphalis cyanomelas es una especie de mariposa de la familia Nymphalidae.

## Descripción
Las antenas, la cabeza, tórax y abdomen son de color negro, los palpos con pelos blancos.
En las alas anteriores el margen costal es ligeramente convexo, ápice picudo, el margen externo con dos prolongaciones o picos, y el margen anal es ligeramente convexo.  El color de fondo de las alas es azul rey. En la región submarginal de las alas  presenta escamas blancas y verde quemado con poca iridiscencia. En las alas posteriores,  el margen costal es ligeramente convexo, margen externo es ondulado con una pequeña prolongación en el ala en forma de pico. En las celdas costal y Sc+R1-Rs y celda anal y 2A- 3A , no presenta tonalidad azul iridiscente, sino que es de color café o pardo, En la región submarginal presenta escamas verde y más hacia la región postdiscal escamas blancas . Ventralmente los palpos son con pelos grises y negros.
El tórax y abdomen y patas son de color café, parecido al de corteza de árbol. Tanto sus alas anteriores y posteriores tienen un diseño parecido al de una corteza de árbol. Apariencia que posiblemente utiliza para mimetizarse, La región marginal y submarginal de las alas es más clara, siendo de color gris. Presenta abundantes pelos cafés que surgen del área basal del ala posterior. La hembra es un poco diferente ya que esta presenta iridiscencia de color verde.

## Distribución
Anteriormente enlistada como mariposa endémica de México, en el Estado de Chiapas, se ha reportado en el Soconusco, el Triunfo, y en Veracruz en el Pico de Orizaba y en Xalapa. También existen registros en el Salvador.

## Hábitat
Se ha reportado a altitudes superiores a los 1200 m s. n. m., es una de la más alta reportada a los 2418 m s. n. m. en el Salvador.  Se puede encontrar en los bosques de pino-encino.

## Estado de conservación
No está enlistada en la NOM-059, ni tampoco evaluada por la UICN. 